# Mario Onaindia Natxiondo
Mario Onaindia Natxiondo (Lekeitio, 13 de gener de 1948-Vitòria-Gasteiz, 31 d'agost de 2003) va ser un polític basc i novel·lista en euskera, membre d'ETA en els anys seixanta, després de la seva escissió d'ETA politicomilitar, més tard dirigent d'Euskadiko Ezkerra i finalment parlamentari basc pel Partit Socialista d'Euskadi - Euskadiko Ezkerra, federació basca del PSOE.
Quan en la V Assemblea d'ETA, celebrada el 1966, l'organització s'escindeix en dues, ETA Berri (Nova ETA) i ETA Zaharra (Vella ETA), Mario Onaindia roman, amb la majoria de la militància, en aquesta última. No obstant això, té certes simpaties pel corrent obrerista que dona lloc a ETA Berri i participarà en alguns fòrums de debat i trobades organitzades per aquesta organització, el cap visible de la qual era Patxi Iturrioz, amb qui compartirà trajectòria política anys més tard. Va ser processat en el procés de Burgos (1970) i condemnat a mort, però la impressionant mobilització popular a Euskadi i en tot Espanya, van obligar el dictador a commutar la pena de mort per la de cadena perpètua. En 1973 se celebra en Baiona la segona VI Assemblea d'ETA (la primera, celebrada en 1970, és considerada nul·la per haver estat convocada per un sector de l'organització que finalment se'n va escindir).
Aquesta assemblea es va realitzar en dues parts, en la segona de les quals ressorgeix l'antiga discrepància entre els quals advoquen per la prioritat absoluta de l'activitat armada i qui desitgen la seva supeditación a les lluites polítiques: són els "militars" (milis) i els "polític-militars" (poli-milis), que s'escindiran en dues organitzacions: ETA militar (ETAm o ETA(m)) i ETA politicomilitar (ETApm o ETA(pm)). Mario Onaindia s'enquadra en aquesta última, majoritària. Durant principis dels anys vuitanta ETA(p-m) decideix deposar les armes i utilitzar exclusivament vies polítiques. Abans Onaindia participa en la creació d'Euskal Iraultzarako Alderdia (Partit per a la Revolució Basca, EIA), del que és nomenat secretari general. Aquesta organització, al costat del Euskadiko Mugimendu Komunista (Moviment Comunista d'Euskadi, EMK, hereu d'ETA Berri) i altres sectors de l'esquerra nacionalista basca no lligada a ETA, crea una nova formació anomenada Euskadiko Ezkerra (Esquerra d'Euskadi, EE), de la qual Onaindia és secretari general. En els debats interns que viu la nova organització en els seus inicis sobre l'oportunitat de fer públiques les discrepàncies amb els mètodes d'ETA, Onaindia es destaca com un dels majors defensors de la condemna pública del terrorisme. Onaindia va ser membre del Parlament Basc entre 1980 i 1990 (per Euskadiko Ezkerra) i senador per Guipúscoa el 1993. Aquest any EE s'integra en el Partit Socialista d'Euskadi, creant-se així el PSE-EE pel qual Onaindia va ser diputat per Guipúscoa en 1996, cinquena i sisena legislatures, i president del PSE-EE d'Àlaba fins a la seva mort.
Al maig de 2003, va rebre el III Premi José Luis López de Lacalle per les seves publicacions en defensa de la llibertat i contra el terrorisme. Va morir el 31 d'agost de 2003 als 55 anys en l'hospital vitorià de Txagorritxu per un càncer intestinal diagnosticat tres anys abans. Més tard va rebre l'Orde del Mèrit Constitucional.

## Obres
- Gau ipuiak (1983)
- Grand Placen aurkituko gara (1983)
- Gilen Garateako batxilerra (1984)
- Del Rincon-en motorra (1985)
- Olagarroa (1987)
- Gela debekatua (1988)
- El precio de la libertad (2001) memòries
- La construcción de la nación española: republicanismo y nacionalismo en la Ilustración (2002).